# Uwe Seeler

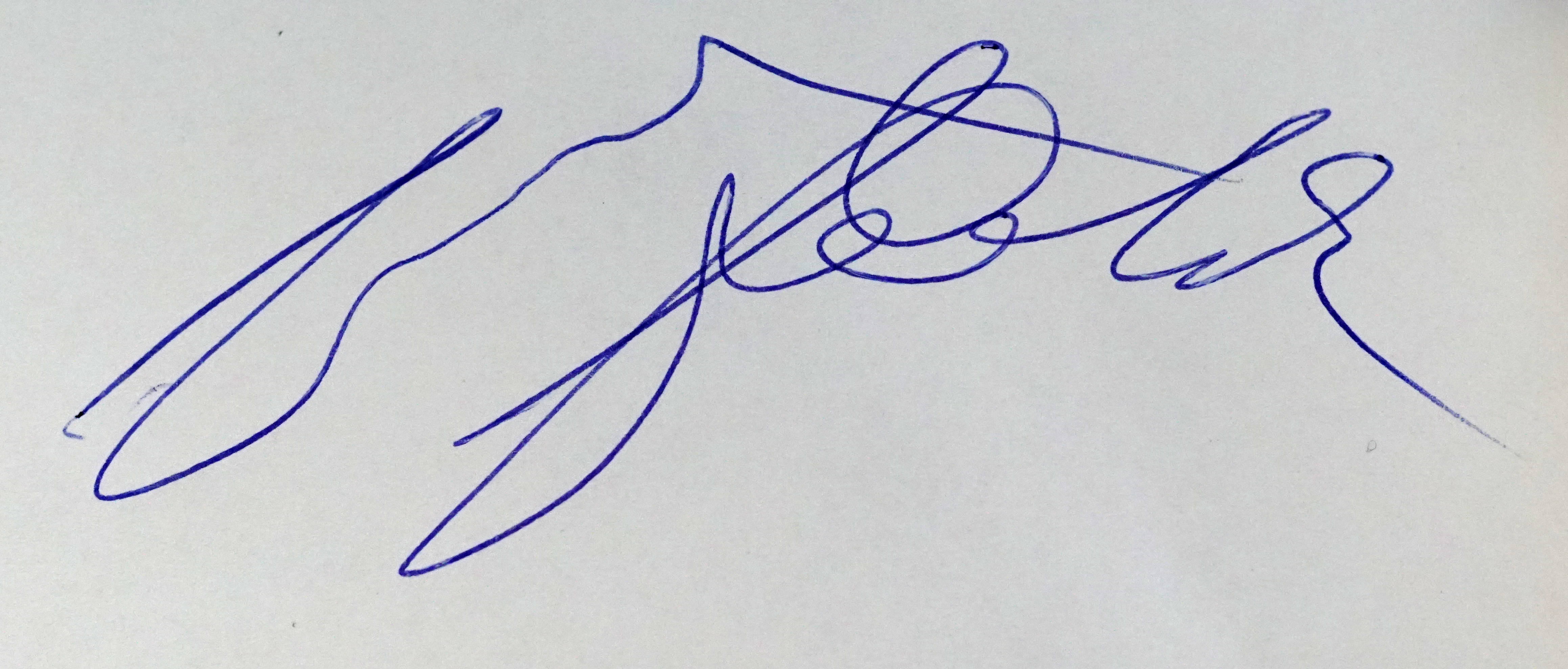
Autogramm (2013)

Uwe Seeler (* 5. November 1936 in Hamburg; † 21. Juli 2022 in Norderstedt) war ein deutscher Fußballspieler und späterer ‑funktionär. Er galt in seiner aktiven Zeit als einer der besten Mittelstürmer der Welt. Seeler spielte während seiner gesamten Karriere beim Hamburger SV und gilt als „größter HSVer aller Zeiten“ sowie als eine der größten Legenden des deutschen Fußballs. In der Saison 1963/64 war er der erste Torschützenkönig der Bundesliga. Als Kapitän der deutschen Nationalmannschaft wurde er 1966 Vizeweltmeister und erreichte bei der Weltmeisterschaft 1970 den dritten Platz. Wegen seiner Verdienste um den deutschen Fußball ernannte ihn der DFB 1972 als zweiten Spieler zum Ehrenspielführer der Nationalelf. 2003 wurde Seeler zum Ehrenbürger seiner Heimatstadt ernannt.

## Jugend
Uwe Seeler wurde in Hamburg als drittes Kind der beiden aus Hamburg-Rothenburgsort stammenden Eheleute Anny (1913–1994) und Erwin Seeler geboren und war der jüngere Bruder von Dieter Seeler. Er stammte aus einer Sportlerfamilie, denn bereits sein Vater, der als Hafenarbeiter sein Geld verdiente, zählte in den 1920er bis in die 1940er Jahre zu den populärsten Fußballern der Hansestadt. Da er zuletzt beim Hamburger SV spielte, meldete der Vater seine Söhne Uwe und Dieter 1946 ebenfalls beim HSV zum Fußballspielen an. Die Brüder spielten zudem Fußball auf der Straße, dort tat sich Uwe Seeler, trotz jüngeren Alters als seine Spielkameraden, als begabter Fußballer hervor. Seeler erlebte als Kind während des Zweiten Weltkriegs die Bombenangriffe auf Hamburg. Er und seine Geschwister seien „zu absoluter Korrektheit und Ehrlichkeit“ erzogen worden, so Seeler. Er wuchs im Schnelsener Weg 16 (heute Winzeldorfer Weg) auf und besuchte die Knabenschule Martinistraße in Hamburg-Eppendorf. Als Schüler sei Seeler „ruhig, kameradschaftlich und offen“ und sein Abschlusszeugnis blendend gewesen, sagte Seelers Lehrerin 1986 rückblickend.
Seeler durchlief nach dem Volksschulabschluss in Hamburg-Eppendorf ab 1952 eine Lehre als Speditionskaufmann beim Hamburger Unternehmen Schier, Otten & Co. In dieser Zeit war er auch im Außendienst im Hafen tätig.

## Karriere im Verein

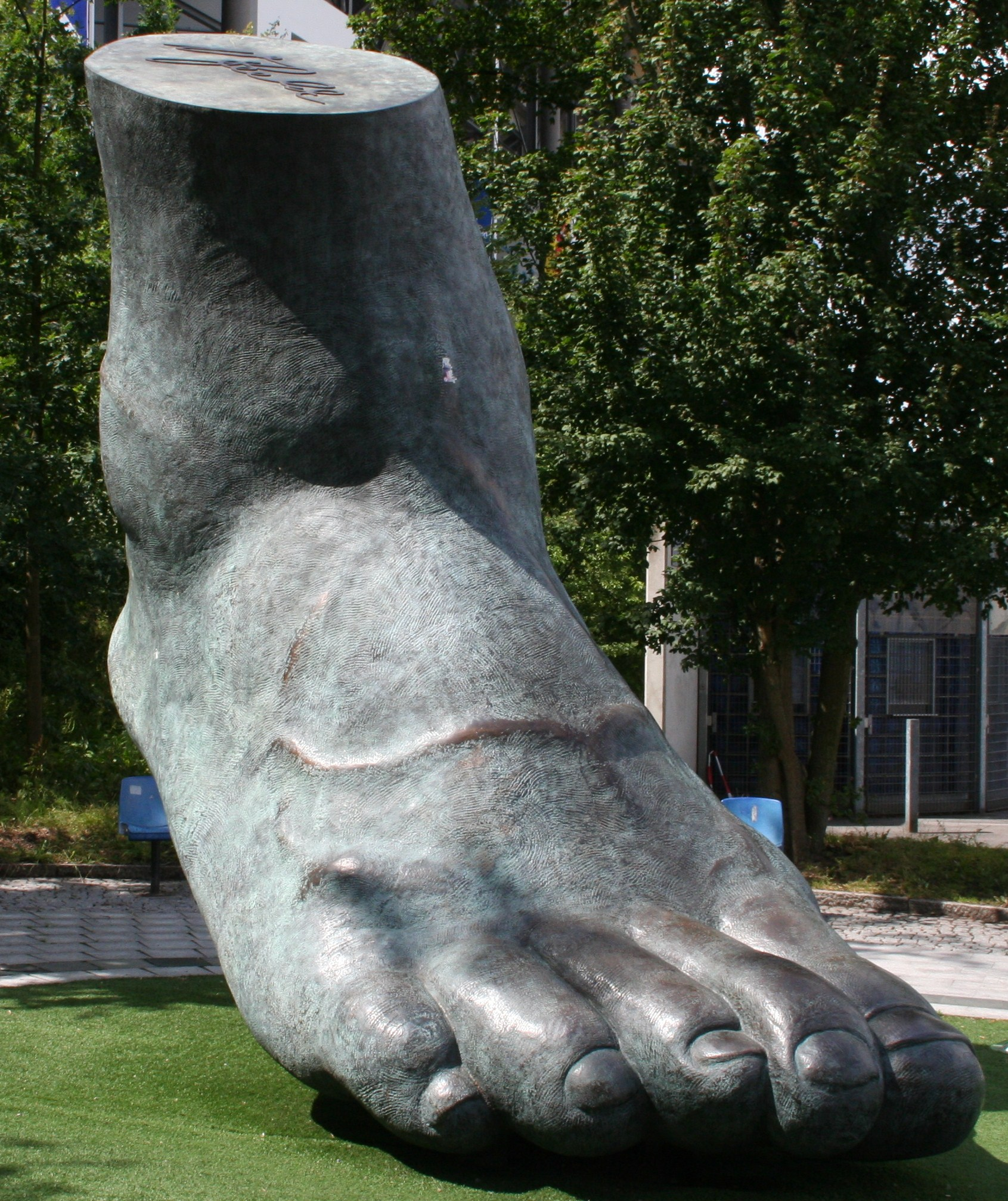
Der „Uwe-Seeler-Fuß“ vor dem Volksparkstadion von Andreas Maske

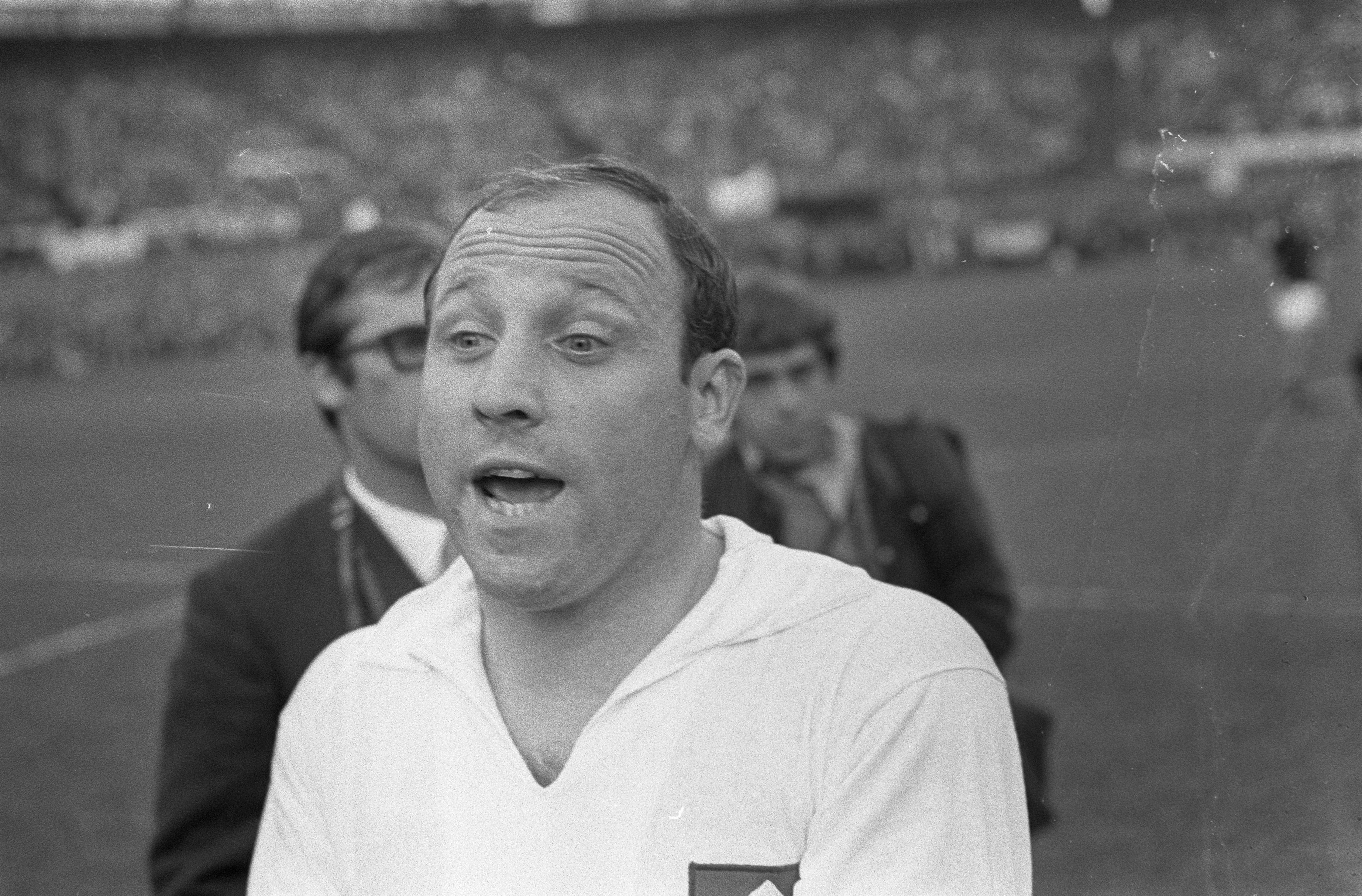
Seeler im Trikot des Hamburger SV (1968)

Ab 1946 spielte der junge Uwe in der Jugendabteilung des HSV, des größten Sportvereins der Hansestadt. Am 1. Juli 1946 wurde er offiziell Vereinsmitglied (Mitgliedsnummer 1725). Er wurde dort von Trainer Günter Mahlmann gefördert. Dort lief er am 5. August 1953 mit nur 16 Jahren zum ersten Mal für die Seniorenmannschaft in einem Freundschaftsspiel gegen Göttingen 05 auf. Ab Juli 1954 war er dank einer Sondergenehmigung des DFB dauerhaft in der Ligamannschaft (Oberliga Nord) spielberechtigt. In seinem ersten Pflichtspieleinsatz am 1. August 1954 erzielte er im NHV-Pokalspiel gegen den Oberligarivalen Holstein Kiel (Endstand 8:2) vier Tore. Sein erstes Oberligator gelang dem kampfstarken Mittelstürmer ebenfalls gleich bei seinem ersten Einsatz am 29. August 1954 zum zwischenzeitlichen 2:0 im Spiel gegen den VfB Oldenburg (Endstand 3:0). Seeler war damit auf Anhieb unangefochtener Stammspieler im Sturmzentrum der Hanseaten und aus der Mannschaft bald nicht mehr wegzudenken. Seine Trefferquote war phänomenal, und als regelmäßiger Torschützenkönig der Oberliga Nord (1956: 32 Tore; 1957: 31 Tore; 1959: 29 Tore; 1960: 36 Tore; 1961: 29 Tore; 1962: 28 Tore) untermauerte er seinen Ruf als bester Mittelstürmer Deutschlands. Der HSV dominierte seinen Regionalverband und wurde von 1955 bis 1963 neunmal in Folge norddeutscher Oberligameister. 1957 und 1958 stand er mit seiner Mannschaft jeweils im Finale um die deutsche Meisterschaft, musste sich aber zweimal geschlagen geben und sich mit dem Titel als Vizemeister begnügen. Den einzigen Platzverweis seiner Laufbahn erhielt Seeler am 1. Dezember 1957, als er sich in einem Spiel im Stadion am Rothenbaum gegen Bremerhaven 93 für ein Foul eines Gegenspielers rächte. Ende der Saison 1959/60 erreichte der Hamburger SV wiederum das Endspiel um die deutsche Meisterschaft und traf dort auf den 1. FC Köln. Nach zwei Treffern von Seeler feierte der HSV mit 3:2 den dritten Titelgewinn in seiner Vereinsgeschichte und Seeler selbst hatte endlich einen bedeutenden Titel gewonnen. Im selben Jahr wurde er erstmals zu Deutschlands Fußballer des Jahres gewählt und galt auch gemeinhin als einer der besten Stürmer Europas.
1961 erhielt Seeler ein lukratives Angebot von Italiens Spitzenverein Inter Mailand, der ihm 1,2 Millionen D-Mark bot – damals eine der höchsten gebotenen Transfersummen –, und versetzte die Fans in Aufruhr. Sein langjähriger Freund Adi Dassler bot Seeler an, die Adidas-Vertretung für Norddeutschland zu übernehmen, um ihn zu überreden, in Hamburg zu bleiben. Seeler verzichtete auf den Wechsel und blieb in seiner Heimatstadt, wo seine Anhänger den Entschluss bejubelten. Gemeinsam mit seiner Frau Ilka habe er lange über das Angebot aus Mailand nachgedacht, sich eigener Aussage nach aber für „unser Häuschen, unsere Familien und unsere sichere Zukunft“ entschieden. Da er ein realistischer Mensch sei und Sicherheit brauche, sei der Entschluss gefällt worden, in Hamburg zu bleiben, so Seeler später. 1961 erhielt Seeler seinen Spitznamen „Uns Uwe“ im Anschluss an ein Pokalspiel gegen den FC Burnley, das, für diese Zeit ungewöhnlich, in voller Länge im Fernsehen übertragen wurde. Der HSV hatte das Hinspiel mit 1:3 verloren, konnte jedoch das Rückspiel in Hamburg mit 4:1 gewinnen, was ein nationales Echo auslöste. Der Frankfurter Journalist Richard Kirn schrieb, dass Seeler nun für ganz Deutschland „unser“ Uwe sei. Die daraufhin ins Plattdeutsche übersetzte und abgekürzte Form entwickelte sich in den Folgejahren zu Seelers Spitznamen. Anhänger des HSV-Stadtrivalen FC St. Pauli machten daraus „Euch Uwe“. Im Kreise seiner Mannschaftskameraden trug Seeler auch den Spitznamen „Der Dicke“. 1963 gewann er mit dem HSV den DFB-Pokal. Beim 3:0-Sieg im Finale über Borussia Dortmund erzielte Seeler alle Tore, womit ihm als erstem Spieler drei Tore im Pokalfinale gelangen.
In der Saison 1963/64 wurde der HSV in die neu gegründete Bundesliga aufgenommen und wurde nach den letzten Erfolgen auch als Mitfavorit um die Meisterschaft gehandelt. Während die Mannschaft jedoch am Ende einen enttäuschenden sechsten Platz belegte, war Stürmerstar Seeler nicht zu stoppen und sicherte sich mit 30 Toren in 30 Spielen den Titel des ersten Bundesliga-Torschützenkönigs. Als Ausdruck seiner starken Leistungen wurde Seeler 1964 zum zweiten Mal Deutschlands Fußballer des Jahres. Im Februar 1965 schien Seelers Karriere beendet, als er sich im Bundesligaspiel in Frankfurt einen Achillessehnenriss zuzog. Doch sechs Monate später stand er wieder auf dem Platz, mit einem von Adi Dassler in Handarbeit gefertigten Spezialschuh, der hinten geschnürt wurde, und fand bald zu alter Leistungsstärke zurück. Doch der HSV durchlebte in diesen Jahren sportlich keine Glanzzeit und landete regelmäßig im Mittelfeld der Liga. Seeler aber hielt dem Verein die Treue und wurde in der Saison 1968/69 mit 23 Treffern Zweiter in der Torschützenliste hinter Gerd Müller. International sorgten die Rothosen allerdings für mehr Aufsehen, als sie 1968 das Finale um den Europapokal der Pokalsieger erreichten (der HSV, als DFB-Pokal-Finalist von 1967, spielte in diesem Wettbewerb mit, weil Finalgegner FC Bayern München als Titelverteidiger des Europapokals ebenfalls noch einmal teilnahm), dort aber gegen die AC Mailand chancenlos mit 0:2 unterlagen. Es sollte Seelers letztes Endspiel sein. Im Mai 1972 trat „Uns Uwe“ mit einem Spiel des HSV gegen eine Weltauswahl vom aktiven Sport zurück. Den Zeitpunkt des Abschieds vom Leistungssport schätzte Seeler auch Jahre später als „genau richtig“ ein. Diesen Schritt habe er langfristig vorbereitet, die Doppelbelastung mit Fußball und Beruf habe ihn „sehr beansprucht“, der Abschied vom Fußball sei ihm „verhältnismäßig leichtgefallen“, so Seeler im Jahr 1986 gegenüber dem Hamburger Abendblatt.
Diesen Rücktritt unterbrach er noch ein Mal, als er auf Bitten des Sportartikelherstellers Adidas, mit dem er beruflich in Verbindung stand, am 23. April 1978 ein Gastspiel beim Cork Celtic in der ersten irischen Liga bestritt. Seeler war nach eigenen Angaben nicht bewusst, dass es sich dabei um ein Punktspiel gehandelt hat, weil ihm nicht bekannt war, dass in der League of Ireland auch für Punktspiele Gastspieler angemeldet werden konnten. Bei der 2:6-Niederlage gegen die Shamrock Rovers erzielte er beide Tore.

## Karriere in der Nationalmannschaft

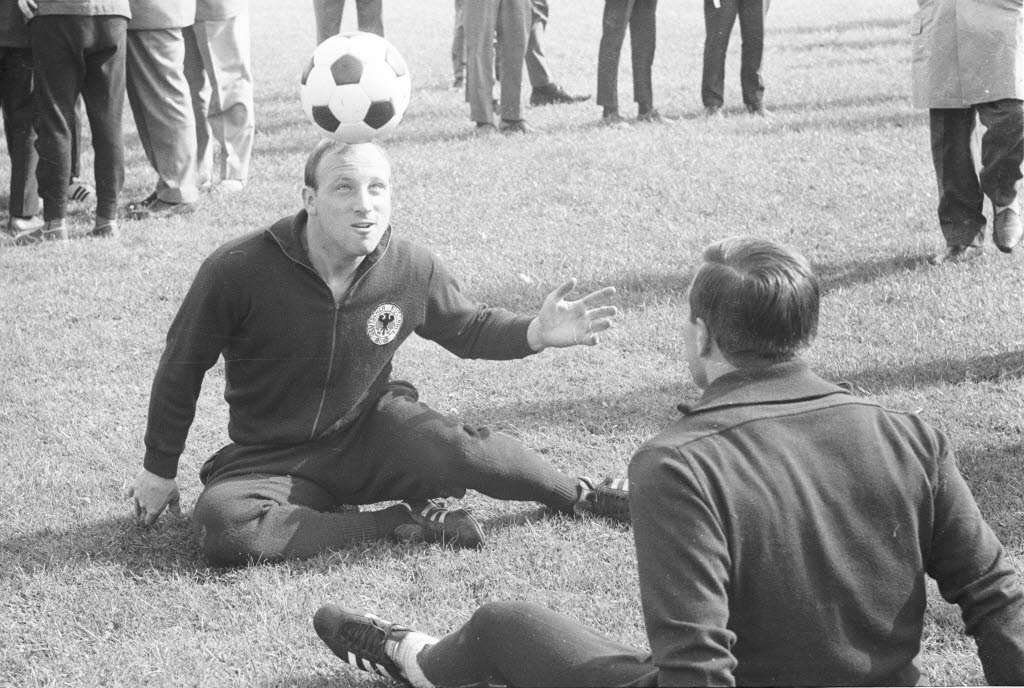
Seeler im Trainingslager der Nationalmannschaft in der Sportschule Malente (1965)

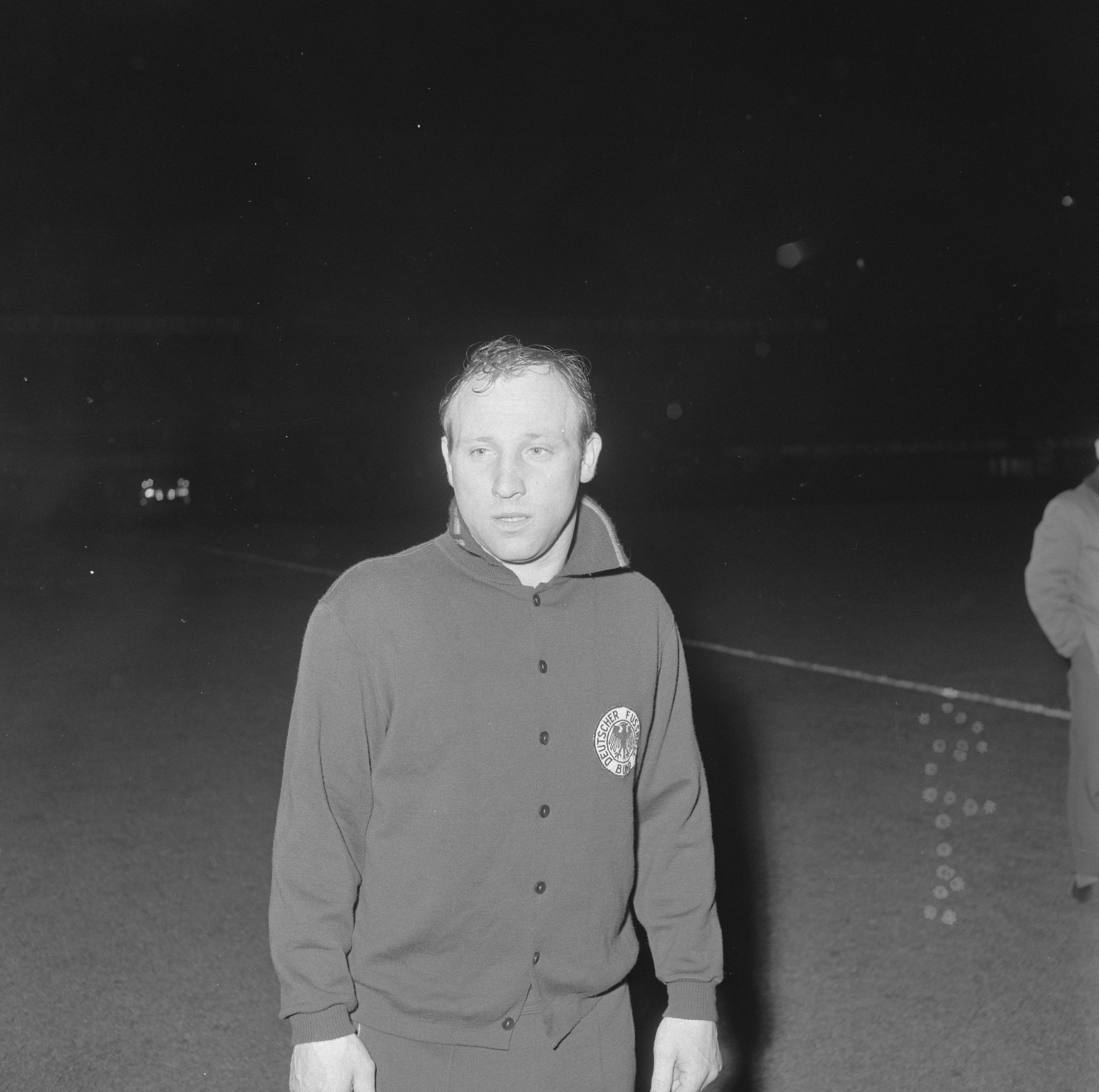
Uwe Seeler (1966)

Seeler gehörte zur Premieren-Mannschaft der DFB-Jugendauswahl U18, die am 31. März 1953 in Lüttich – anlässlich des von der FIFA erstmals ausgetragenen Turniers dieser Altersklasse – mit 3:2 über Argentinien siegte; neben Seeler trafen ferner Stürmer und Mattheus. Seeler spielte zehnmal in dieser Auswahl und erzielte 15 Tore, darunter 4 Tore am 11. April 1954 in Wuppertal beim 6:1-Erfolg über das Saarland. Auf die Qualitäten des Jungstürmers aufmerksam geworden, berief ihn Bundestrainer Sepp Herberger am 16. Oktober 1954 in die A-Nationalmannschaft, in der Seeler im Alter von nur 17 Jahren bei der 1:3-Niederlage gegen Frankreich sein Debüt gab. Den Durchbruch zum internationalen Top-Star schaffte Seeler bei der WM 1958 in Schweden, wo er gemeinsam mit Helmut Rahn und Hans Schäfer den Sturm bildete. In den Gruppenspielen gegen Argentinien und Nordirland gelang ihm jeweils ein Treffer. Das Aus für Deutschland kam im Halbfinale gegen Schweden, wobei Seeler sich verletzte und im Spiel um Platz drei gegen Frankreich nicht teilnehmen konnte. „Es gibt zweifellos spielerisch weitaus bessere Spieler“, räumte Herberger später ein, „aber keiner besitzt das Talent wie Uwe Seeler, auf engstem Raum gegen die stärkste Bewachung soviel Wirkung zu erzielen.“ In diesem Jahr kam er auch einmal für die U23-Nationalmannschaft zum Einsatz, als er mit dieser am 26. Februar in Wuppertal mit 4:1 gegen die Auswahlmannschaft Belgiens erfolgreich war.
1961 trug Seeler im Spiel gegen Dänemark zum ersten Mal die Kapitänsbinde. In diesem Spiel gelang dem nur 1,68 m großen Stürmer beim 5:1-Erfolg ein Hattrick mit drei Kopfballtoren. Wie beim HSV war er nun auch in der Nationalelf zum kämpferischen Vorbild und Führungsspieler aufgestiegen. Seeler war bei der WM 1962 in Chile die große Sturmhoffnung der deutschen Mannschaft. Deutschland wurde souverän Gruppensieger, wobei Seeler mit zwei Toren dazu beitrug. Doch im Viertelfinale folgte die Enttäuschung, als Deutschland nach einer 0:1-Niederlage gegen Jugoslawien ausschied und die Heimreise antreten musste. Nach der Weltmeisterschaft trat Mannschaftskapitän Hans Schäfer aus der Nationalelf zurück, und fortan war Seeler als bisheriger Stellvertreter neuer Kapitän.
Nach seiner schweren Achillessehnen-Verletzung 1965 wurde Seeler rechtzeitig wieder fit, und der Kapitän schoss seine Mannschaft mit dem Tor zum 2:1-Sieg über Schweden zur WM-Endrunde 1966 nach England. Bei der WM zeigte die deutsche Mannschaft starke Leistungen, was auch an den neuen Nationalspielern Franz Beckenbauer, Wolfgang Overath und Sigfried Held lag. Deutschland wurde Gruppensieger, und Seeler steuerte den entscheidenden Treffer zum 2:1-Sieg über Spanien bei. Im Viertelfinale wurde Uruguay mit 4:0 vom Platz gefegt (ein Seeler-Tor zum zwischenzeitlichen 3:0). Im Halbfinale wurde die Sowjetunion mit 2:1 niedergerungen, und Seeler stand mit seiner Mannschaft im WM-Finale gegen Gastgeber England. Im legendären Endspiel im Wembley-Stadion unterlag Deutschland mit 2:4 n. V. und wurde Vize-Weltmeister. Berühmt geworden ist das Bild des deutschen Kapitäns, der nach dem Schlusspfiff mit gesenktem Kopf vom Platz schleicht. Oft wurde geschrieben, dass dieses Foto nach der ersten Halbzeit beim Gang in die Kabine aufgenommen worden sei, da dies Seeler auch lange Zeit selbst behauptete. Als Begründung wurde auf die Musikkapelle auf dem Spielfeld hingewiesen, diese war jedoch auch nach dem Schlusspfiff auf dem Platz, wie auch in der Fernsehaufzeichnung zu erkennen ist. Seeler selbst stellte in seiner Autobiographie Danke, Fußball! fest, dass das Foto nach Spielende entstand. Trotz der finalen Niederlage wurde er als einer der besten Spieler des gesamten Turniers bezeichnet.
1968 erklärte Seeler seinen Rücktritt aus der Nationalmannschaft, gab aber dem Drängen von Trainer Helmut Schön nach und kehrte in die Elf zurück, der Bundestrainer wollte der Mannschaft durch Seelers Einsatz mehr internationale Erfahrung zufügen. Beim WM-Turnier 1970 in Mexiko spielte der bereits 33-Jährige als hängende Spitze hinter Gerd Müller. Der Einsatz des wieder ernannten Kapitäns sollte sich auszahlen; in der Gruppenphase gelangen ihm Treffer gegen Marokko und Bulgarien. Die gesamte Mannschaft profitierte von seiner Erfahrung. Im Viertelfinale gegen Titelverteidiger England erzielte er wohl das kurioseste Tor seiner Länderspielkarriere, als er den Ball kurz vor Schluss zum 2:2-Ausgleich (Endstand 3:2 n. V. für Deutschland) mit dem Hinterkopf ins Tor lenkte. Im Halbfinale schied die DFB-Auswahl in einer dramatischen Partie („Jahrhundertspiel“) mit 3:4 n. V. gegen Italien aus und belegte nach einem 1:0 gegen Uruguay den dritten Platz. Trotz seines Alters zählte er als eine der „Entdeckungen“ der WM und lieferte wie 1966 ein herausragendes Turnier ab. So ging beispielsweise beiden Müller-Toren in der Verlängerung des Halbfinales bei der WM 1970 gegen Italien ein gewonnenes Kopfballduell von Seeler voraus.
Mit seinem letzten, dem 72. Länderspiel gegen Ungarn am 9. September 1970, überbot er den Rekord von Paul Janes, der ab 1942 Bestand hatte. Er hielt den Rekord bis zum 24. November 1973 und wurde dann von Franz Beckenbauer überboten. Er schoss 43 Tore, sein letztes war das 2:2 im Viertelfinale gegen England bei der WM 1970. Damit hat er die beste Torquote aller deutschen Spieler mit mehr als 70 Länderspielen (Gerd Müller bestritt nur 62 Länderspiele). Seeler nahm an den Weltmeisterschaften 1958, 1962, 1966 und 1970 teil und wurde dort bei insgesamt 21 Länderspielen eingesetzt. Es gelang ihm, sich bei allen 4 WM-Turnieren in die Torschützenliste einzutragen, eine Leistung, die außer ihm nur noch Pelé, Miroslav Klose und Cristiano Ronaldo gelang. Seeler gelang dies in der 56. Minute des Spiels gegen Marokko durch den 1:1-Ausgleich, Pelé in der 59. Minute im gleichzeitig stattfindenden Spiel Brasiliens gegen die Tschechoslowakei. Seeler war der erste Spieler mit mehr als 20 WM-Spielen. Sein Rekord wurde erst 1998 von Lothar Matthäus überboten.

## Erfolge und Auszeichnungen

### Erfolge mit der Nationalmannschaft
- Vize-Weltmeister 1966 in England
- WM-Dritter 1970 in Mexiko
- WM-Vierter 1958 in Schweden

### Erfolge mit dem HSV
- Finalist im Europapokal der Pokalsieger: 1968
- Deutscher Meister: 1960
  - Vize-Meister 1957, 1958
- Deutscher Pokalsieger: 1963
  - Pokalfinalist: 1956, 1967
- Neunmal in Folge Norddeutscher Meister (1955–1963)

### Persönliche Erfolge
- Torschützenkönig der Oberliga Nord 1954/55, 1955/56, 1956/57, 1958/59, 1959/60, 1960/61, 1961/62
- Erster Torschützenkönig der Bundesliga 1963/64 mit 30 Toren
- Torschützenkönig des Europapokals der Pokalsieger 1967/68
- Einstufung als Weltklasse in der Rangliste des deutschen Fußballs: 14-mal zwischen 1959 und 1970
- DFB-Pokal-Torschützenkönig: 1956, 1963

### Auszeichnungen

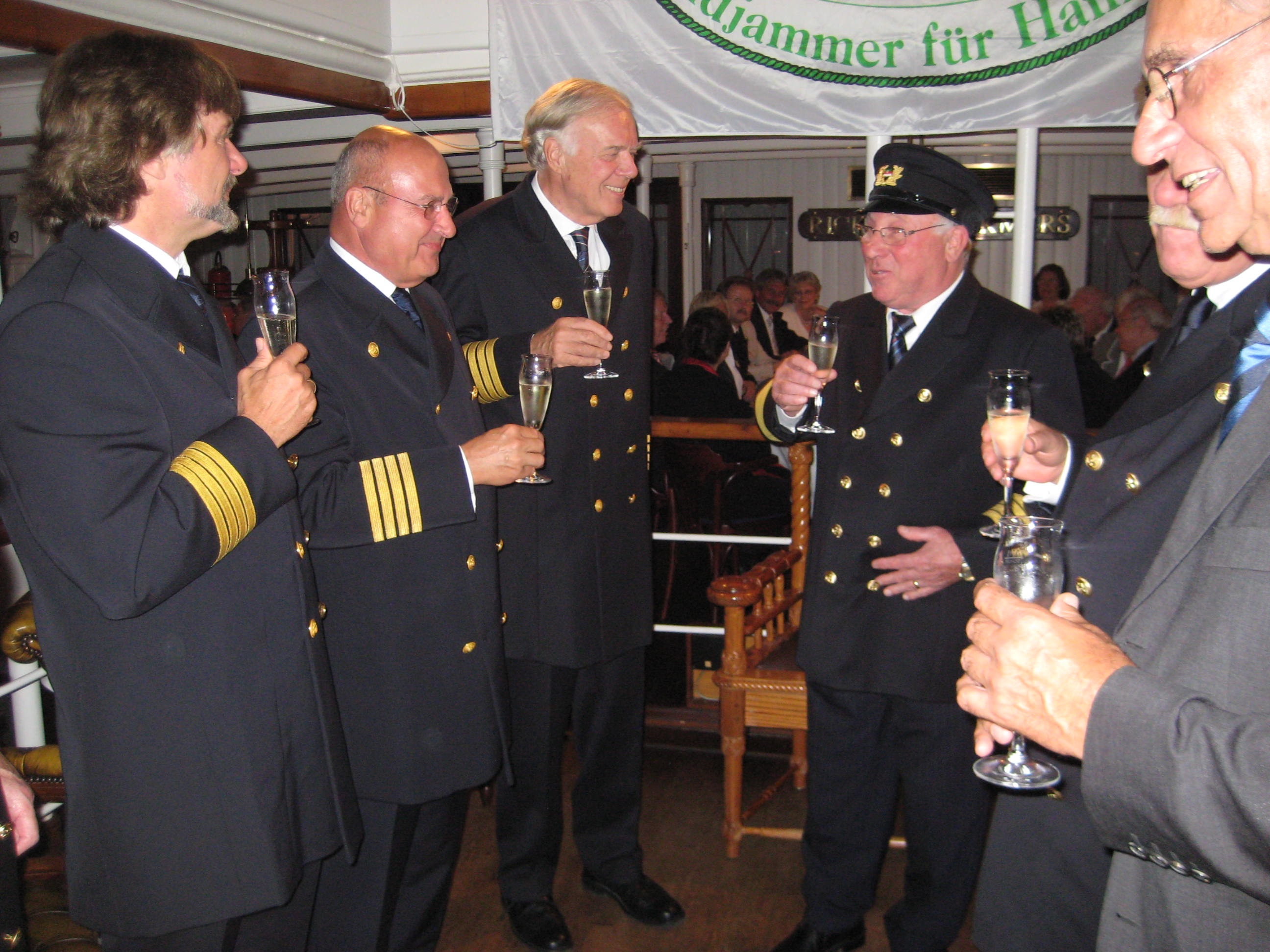
Uwe Seeler 2008 als 16. Ehrenkapitän der Rickmer Rickmers im Kreise weiterer Ehrenkapitäne

- 1960, 1964 und 1970: Deutscher Fußballer des Jahres (1960 wurde er erster Träger dieses Titels)[27],
- Berufung in Welt- und Europaauswahlmannschaften
- 1966: Silbernes Lorbeerblatt, als Mannschaftskapitän stellvertretend für die deutsche Fußballnationalmannschaft
- 1970: Großes Bundesverdienstkreuz (als erster Sportler)
- 1971: Bambi
- 1972: Ehrenspielführer der deutschen Nationalmannschaft (zweiter so ausgezeichneter Spieler)
- 1982: Ehren-Schleusenwärter in Hamburg[28]
- 1986: Ehrenkapitän des Hamburger Hafens[29]
- 2001: Goldene Ehrennadel des DFB
- 2003: Hamburger Ehrenbürger (Seeler erhielt diese höchste Auszeichnung, die Hamburg vergibt, als bislang einziger Sportler)
- 24. August 2005: Uwe Seeler Fuß; Nachbildung des Fußes von Uwe Seeler im Maßstab 1:20; 3,5 m hoch × 2,3 m tief × 5,15 m Breite im Altonaer Volkspark am HSV Walk of Fame vor dem Volksparkstadion von Künstlerin Brigitte Schmitges.
- 2006: Hall of Fame des deutschen Sports[30]
- 2006: Mall of Fame[31]
- 2006: Ehrenkommissar der Polizei Hamburg[32]
- 2006: Goldener Rathausmann der Stadt Wien[33]
- 2008: Ehrenkapitän der Rickmer Rickmers[34]
- 2012: Walther-Bensemann-Preis der Deutschen Akademie für Fußball-Kultur[35]
- 2013: Uwe Seeler lehnt die Ehrenpräsidentschaft des HSV ab[36]
- 2013: Legende des Sports[37]
- 2016: Sport-Bild-Award für das Lebenswerk[38]
- 2018: Aufnahme in die erste Elf der „Hall of Fame des deutschen Fußballs“ des Deutschen Fußballmuseums.[39]

## Nach dem Ende der Karriere

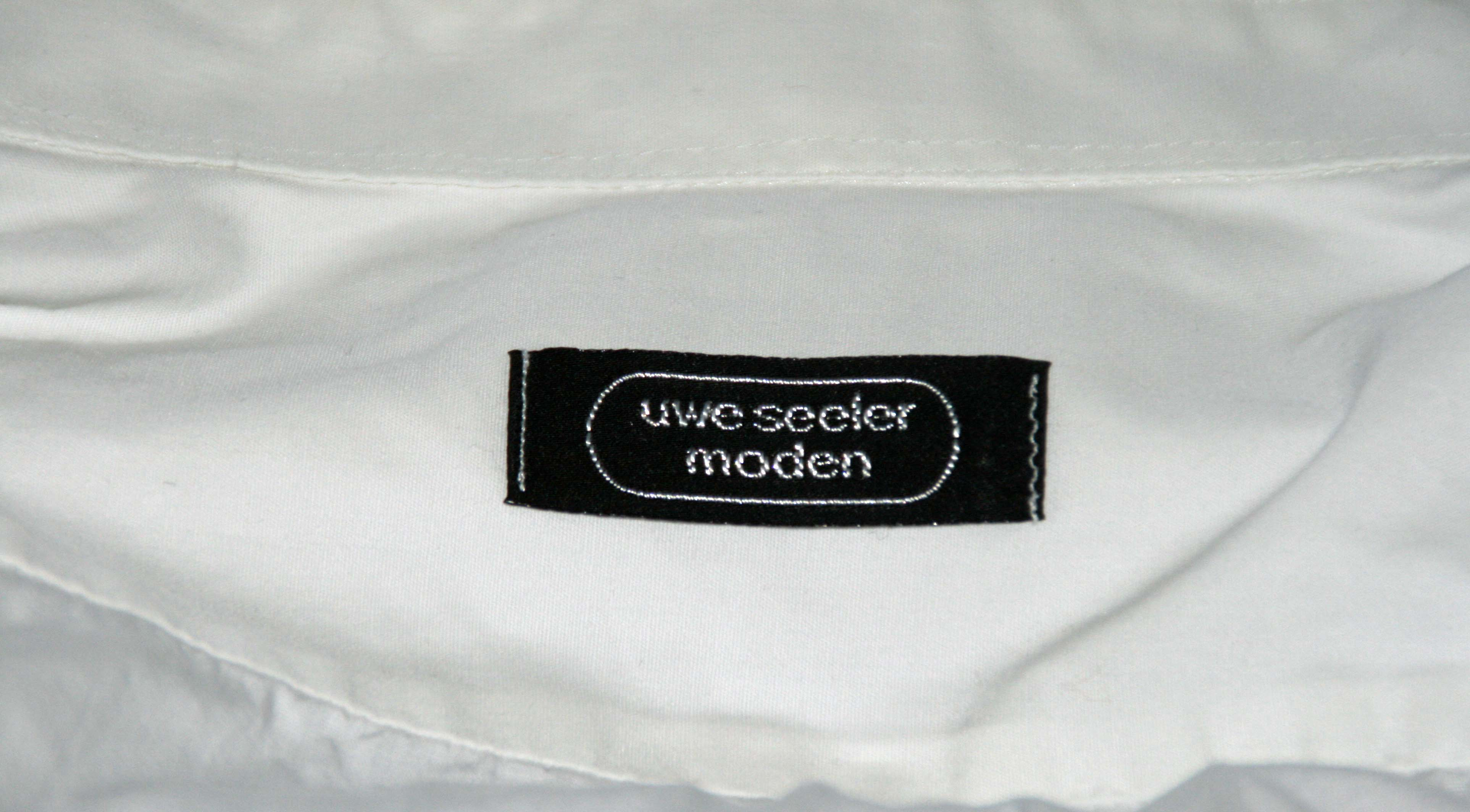
Mitte der 1980er Jahre war Uwe Seeler Inhaber der Sportbekleidungsfirma uwe seeler moden. Das Foto zeigt das Label in einem weißen Herrenhemd.

Nach seiner Zeit als aktiver Sportler arbeitete Seeler als Inhaber eines Unternehmens („Uwe-Seeler-Moden“), das Sportbekleidung anbot, sowie als Repräsentant für Adidas (eine Tätigkeit, die er auf Vermittlung von Sepp Herberger schon seit 1961 ausübte und für die er um 1970 ca. zwei Tage pro Woche aufwendete. Zu dieser Zeit war er auch Inhaber einer Tankstelle.). In seiner Tätigkeit für Adidas legte Seeler mit seinem Wagen jährlich teils rund 40.000 Kilometer zurück.
1980 gründete Seeler unter anderem mit Franz Beckenbauer und Willi Holdorf den „Schneeforscher e. V.“ Die Mitglieder dieses Freundeskreises kamen in den folgenden Jahren stets Anfang Dezember in Obertauern zum gemeinsamen Skiurlaub zusammen.
Daneben betätigte er sich in verschiedenen ehrenamtlichen Positionen, unter anderem im Rahmen der Uwe Seeler Traditionself, einer Mannschaft mit mehr als 60 ehemaligen Profis, die in wechselnder Zusammensetzung etwa 10 bis 15 Freundschafts- und Benefizspiele jährlich bestreitet.
Uwe Seeler engagierte sich für die Muskelschwundhilfe und für die Augsburger Benefiz-Fußballelf Datschiburger Kickers, die sich der Beschaffung von Spenden für wohltätige Zwecke verschrieben hat. Seit 2008 war Seeler als „SchrittMacher“ für die Tom-Wahlig-Stiftung engagiert, die sich für die Erforschung und Heilung der spastischen Spinalparalyse einsetzt. Zu seinem 60. Geburtstag gründete er 1996 die Uwe-Seeler-Stiftung. Von 1977 bis zu seinem Tod war er zudem über 45 Jahre für die Sepp-Herberger-Stiftung des Deutschen Fußball-Bundes engagiert.
Ende August 1995 gab Seeler seine Bereitschaft bekannt, Präsident des Hamburger SV zu werden. Einen Monat später zog er seine Ankündigung zurück, da ein sofortiger Amtsantritt und die von Seeler gestellten Bedingungen am Widerstand von Vorstandsmitgliedern scheiterten. Anfang Oktober 1995 kam es zur Einigung, Seeler wurde zunächst kommissarisch Vorsitzender des HSV. Am ersten Tag seiner Amtszeit entließ Seeler HSV-Trainer Benno Möhlmann und ersetzte diesen durch Felix Magath. Am 27. November 1995 wurde Seeler auf der Jahreshauptversammlung offiziell zum Präsidenten gewählt. Seelers Ehefrau Ilka und sein Vater Erwin hatten ihm abgeraten, HSV-Präsident zu werden. Gegen den HSV-Vorstand unter Seeler wurde im Frühjahr 1997 der Verdacht der Vetternwirtschaft geäußert. Nach dem Rücktritt der beiden engen Seeler-Vertrauten und Vorstandsmitglieder Volker Lange und Jürgen Engel Ende Mai 1997 galt Seelers Vorstandsmannschaft (der als viertes Mitglied Harry Bähre angehörte) als gescheitert. Im Mai 1998 zog sich Seeler als HSV-Präsident zurück. Obwohl ihm selbst keinerlei Unredlichkeiten unterstellt wurden, konnte er nicht verhindern, dass in seiner Amtszeit andere Funktionäre den Ruf des Vereins mit zweifelhaften Geschäften schädigten. Der anvisierte Umbau des Volksparkstadions wurde in Seelers Amtszeit deutlich vorangetrieben. Die in der Öffentlichkeit mit Seelers Amtsantritt geäußerte Erwartung, er könne den HSV als Vorsitzender zu früherem Glanz verhelfen, erfüllte sich nicht. Der Spiegel schrieb 2016, Seeler sei als HSV-Präsident gescheitert, „weil er zu gutmütig war“.
2003 veröffentlichte Seeler seine Autobiografie Danke, Fußball!

## Auftritte in der Öffentlichkeit und deren Wahrnehmung

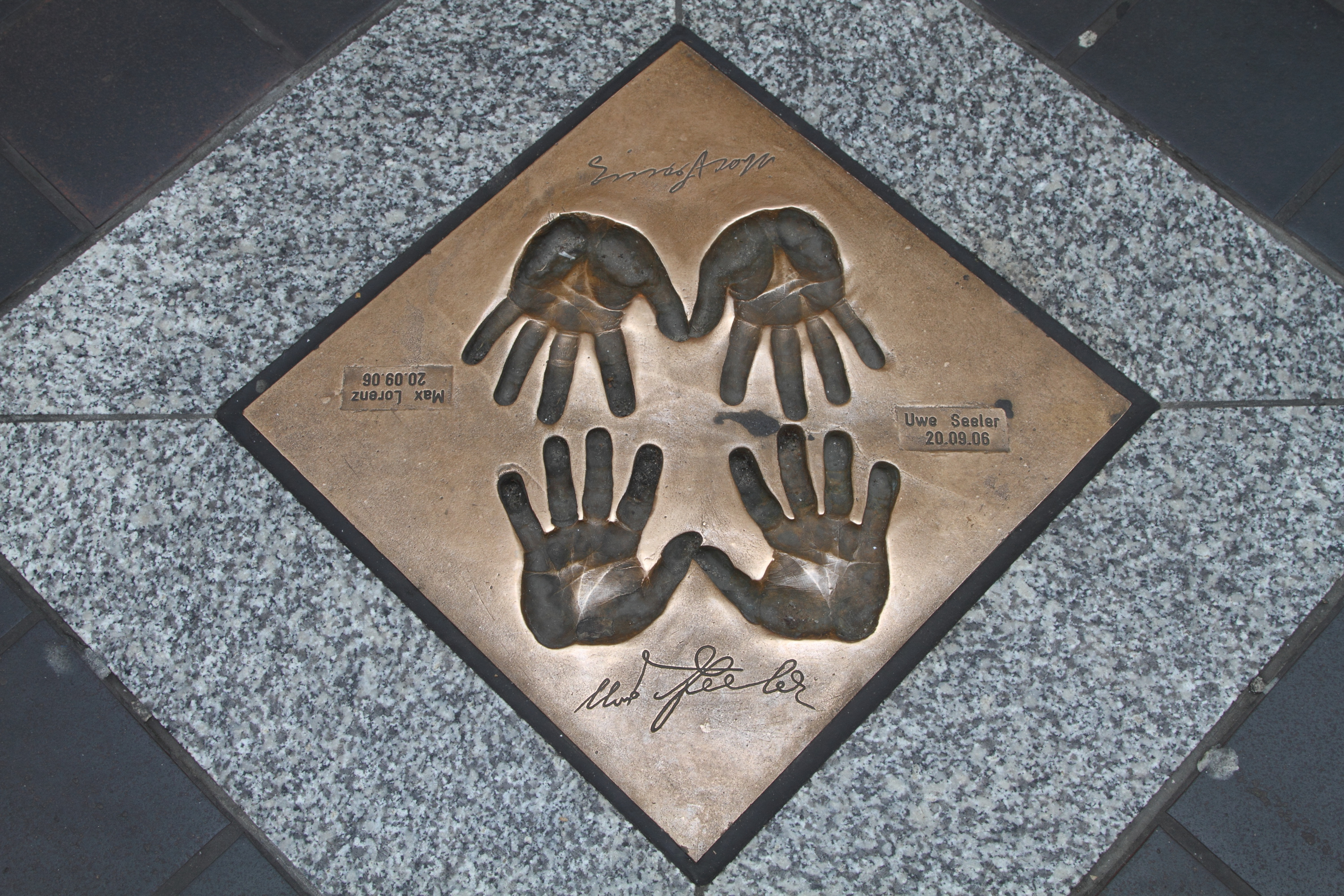
Abdruck der Hände in der Bremer Lloyd-Passage

Seeler wurde in der Öffentlichkeit meist als bodenständiger, aufrichtiger, geradliniger und unkomplizierter Mensch gesehen. Zu diesem Bild trugen neben seiner sportlichen Fairness – er erhielt in seiner langjährigen Laufbahn nur einen einzigen Feldverweis bzw. ab 1970 Rote Karte – und seiner Ablehnung des aufsehenerregenden Angebots, 1961 für die damals sehr hohe Summe von 1,2 Millionen D-Mark zu Inter Mailand zu wechseln, auch seine Heimatverbundenheit bei, da er jahrzehntelang neben dem ehemaligen HSV-Fußballtrainingsgelände lebte.
1963 erschien beim Label Ariola eine von Billy Sanders eingesungene Single mit dem Titel Gib den Ball zu Uwe Seeler, deren Text das fußballerische Können Seelers hervorhebt.
1971 hatte Uwe Seeler einen kurzen Cameo-Auftritt in dem Film Willi wird das Kind schon schaukeln mit Heinz Erhardt und Hannelore Elsner. Er spielte sich dabei selbst. In den 1970er Jahren trat er zudem, das Lied Im Frühtau zu Berge pfeifend, in einem Werbespot für Rasierwasser der Marke Hâttric (Schwarzkopf) auf. Am 10. April 2005 übernahm er in einem Gastauftritt bei Dittsche die Position von „Schildkröte“. In der Folge 273 Ungeschriebene Gesetze der in Hamburg spielenden und im Frühjahr 2009 ausgestrahlten TV-Serie Großstadtrevier spielte Seeler sich selbst. 2015 hatte er einen Kurzauftritt in der Folge Anbieterwechsel der Comedyserie Der Tatortreiniger.
Seeler war auch Jahrzehnte nach dem Ende seiner aktiven Laufbahn einer der beliebtesten Sportler in Hamburg, was sich in der Verleihung der Ehrenbürgerschaft an ihn 2003 ausgedrückt hat. Er erhielt diese Auszeichnung als erster Sportler.
Am 24. August 2005 wurde eine von dem Hamburger Unternehmer Andreas Maske gestiftete Bronzenachbildung seines rechten Fußes enthüllt. Die 250.000 Euro teure Skulptur steht vor dem HSV-Stadion und ist etwa vier Tonnen schwer, 5,15 Meter breit und 3,50 Meter hoch.
Seine Beliebtheit drückte sich auch in der für ihn verbreiteten Bezeichnung „Uns Uwe“ (plattdeutsch für „unser Uwe“) aus.
In der Vereinshymne „Aber eins, aber eins...“ von Alemannia Aachen wird er wie Albert Brülls namentlich im Refrain erwähnt („Wir brauchen keinen Seeler, keinen Brülls, denn wir kaufen alle Spieler bei Marl-Hüls“).
2013 übernahm Uwe Seeler die Patenschaft der Sportschule Malente, die nun den Namen Uwe-Seeler-Fußball-Park trägt.
Im Musikvideo des Songs Ahnma der Hamburger Musikgruppe Beginner aus dem Jahr 2016 gibt es einen kurzen Gastauftritt von Uwe Seeler zur Textzeile „Hab’ Hamburg hinter mir, als wär’ ich Uwe Seeler, Mann“.

## Uwe-Seeler-Preis
Im Jahre 1986 stiftete der Hamburger Senat anlässlich Seelers 50. Geburtstags den Uwe-Seeler-Preis. Seeler verzichtete damals auf die Ausrichtung von größeren Feierlichkeiten. Stattdessen werden jährlich Jugendabteilungen von Fußballvereinen des Hamburger Fußball-Verbandes mit 5000 Euro bedacht.

## Persönliches
Seelers Vater Erwin Seeler und sein älterer Bruder Dieter Seeler waren ebenfalls Fußballspieler, unter anderem beim HSV.
Uwe Seeler heiratete am 18. Februar 1959 in der Kirche St. Johannis in Hamburg-Eppendorf seine Freundin Ilka (* 1937), die er 1953 auf einem Silvesterball kennengelernt hatte. Dieser Ehe entstammen drei Töchter und sieben Enkel. Die Töchter arbeiteten Uwe Seeler zeitweilig zu: Tochter Kerstin leitete die Terminplanung und das Büro ihres Vaters und Tochter Frauke, die Hamburger Jugendtennismeisterin war, war für die Beantwortung von Autogrammanfragen zuständig. Ihr Sohn, Seelers Enkel Levin Öztunali (* 1996), ist ebenfalls Profifußballer und spielt seit Sommer 2023 wieder beim HSV, für den er bereits in der Jugend einige Jahre gespielt hatte.
Der ehemalige Bürgerschafts-Abgeordnete Hans-Joachim Seeler war Seelers Cousin zweiten Grades. Dessen Söhne, Christian Seeler, ehemaliger Intendant des Ohnsorg-Theaters, und Joachim Seeler, ehemaliger Abgeordneter der Hamburgischen Bürgerschaft, sind somit Uwe Seelers Neffen dritten Grades.
Uwe Seeler wohnte von 1959 an bis zu seinem Tod mit seiner Ehefrau in Harksheide, 1970 zu Norderstedt fusioniert, in Schleswig-Holstein an der Grenze zu Hamburg.

## Tod und Würdigung

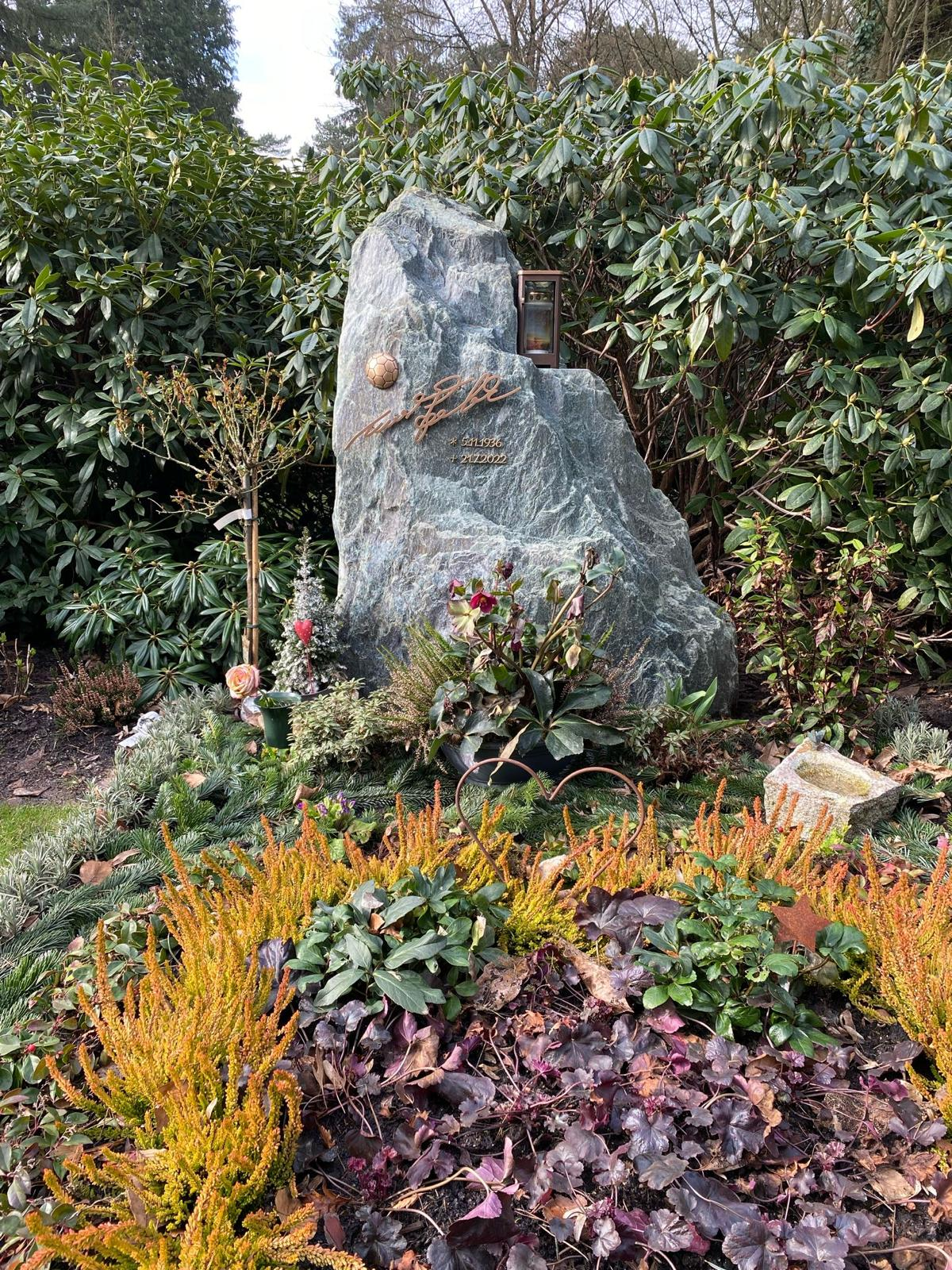
Grabstätte auf dem Friedhof Ohlsdorf (2024)

Am 21. Juli 2022 starb Seeler im Alter von 85 Jahren in Norderstedt. Der Hamburger SV würdigte ihn als „größten HSVer aller Zeiten“. Beim Heimspiel drei Tage nach seinem Tod gedachte die aktive Fanszene Seeler mit einer Choreografie, die u. a. ein Banner mit der Aufschrift Loyal und bescheiden – der Größte aller Zeiten beinhaltete.
Am 4. August 2022 wurde er im engsten Familienkreis in Hamburg auf dem Friedhof Ohlsdorf beigesetzt. Sechs Tage später fand im Volksparkstadion eine öffentliche Trauerfeier statt, die von der Stadt Hamburg in Abstimmung mit dem HSV sowie DFB organisiert wurde und an der rund 5000 Menschen teilnahmen.
Zum 1. August 2024 wurde die Sylvesterallee, in der das Volksparkstadion samt Geschäftsstelle liegt, in Uwe-Seeler-Allee umbenannt. Der HSV firmiert seither in Anlehnung an seine Rückennummer unter der Hausnummer 9 (zuvor 7).

## Galerie

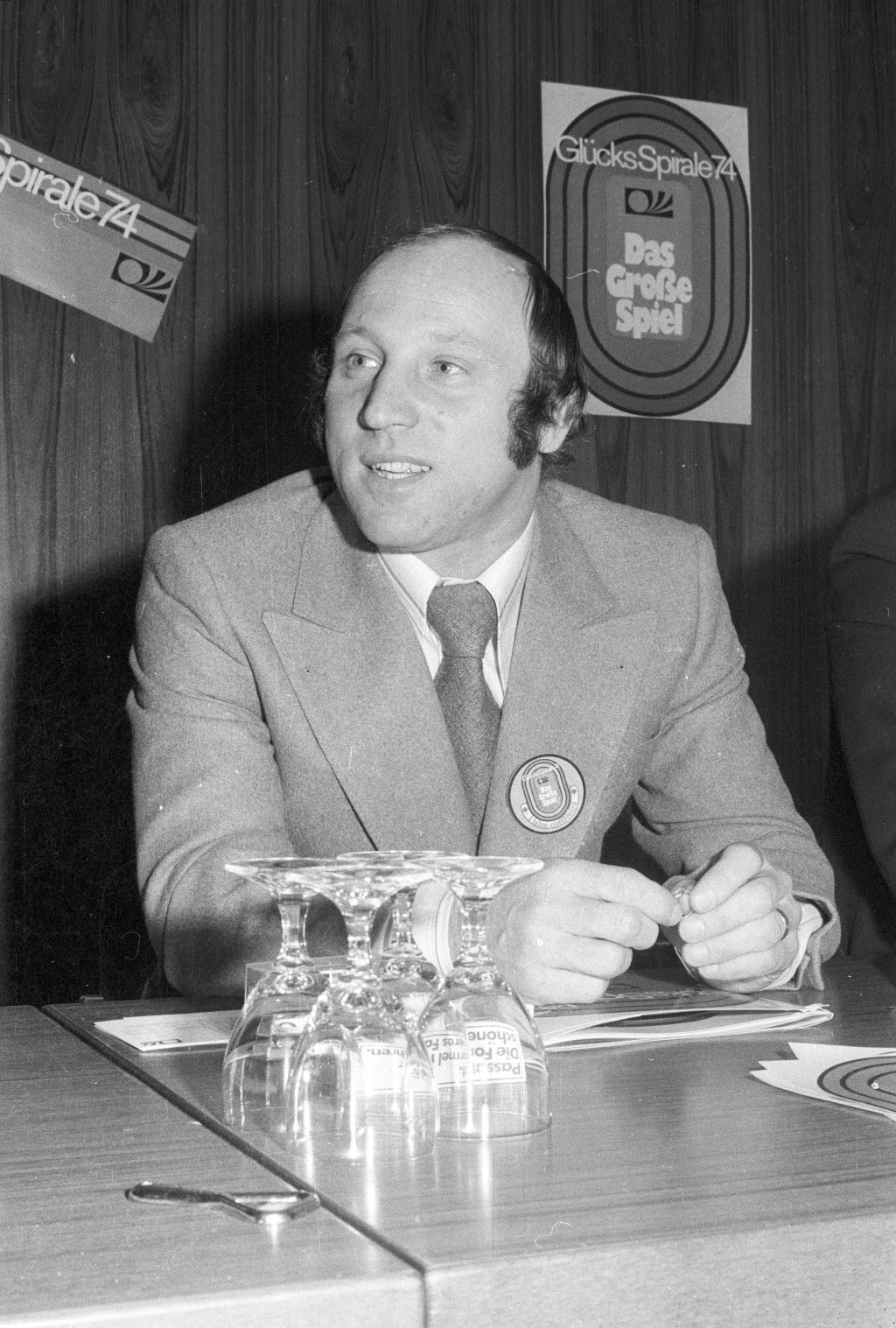
Bei der Eröffnung der Weltmeisterschafts-Glücksspirale 1974
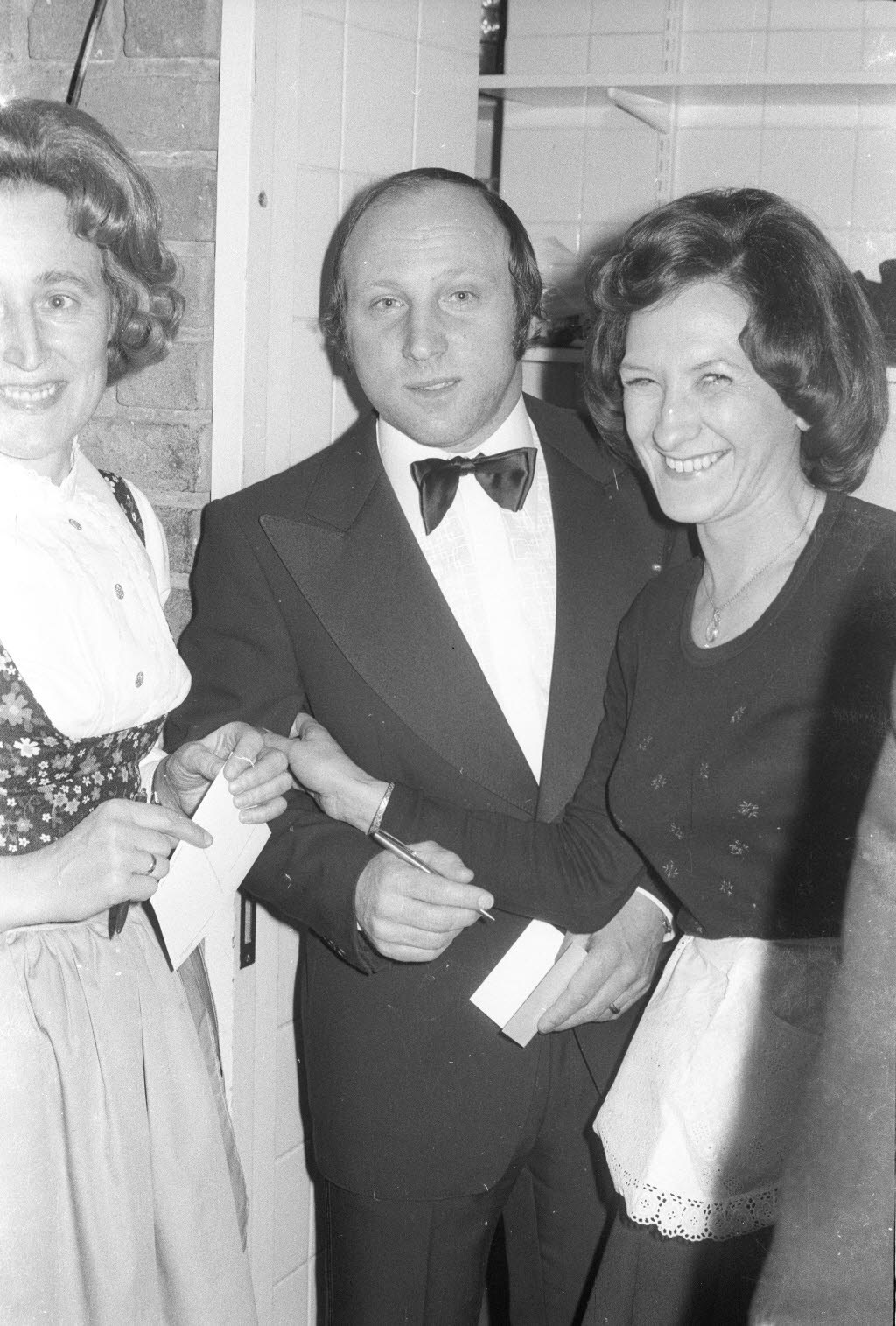
Seeler beim Ball des Sports 1975
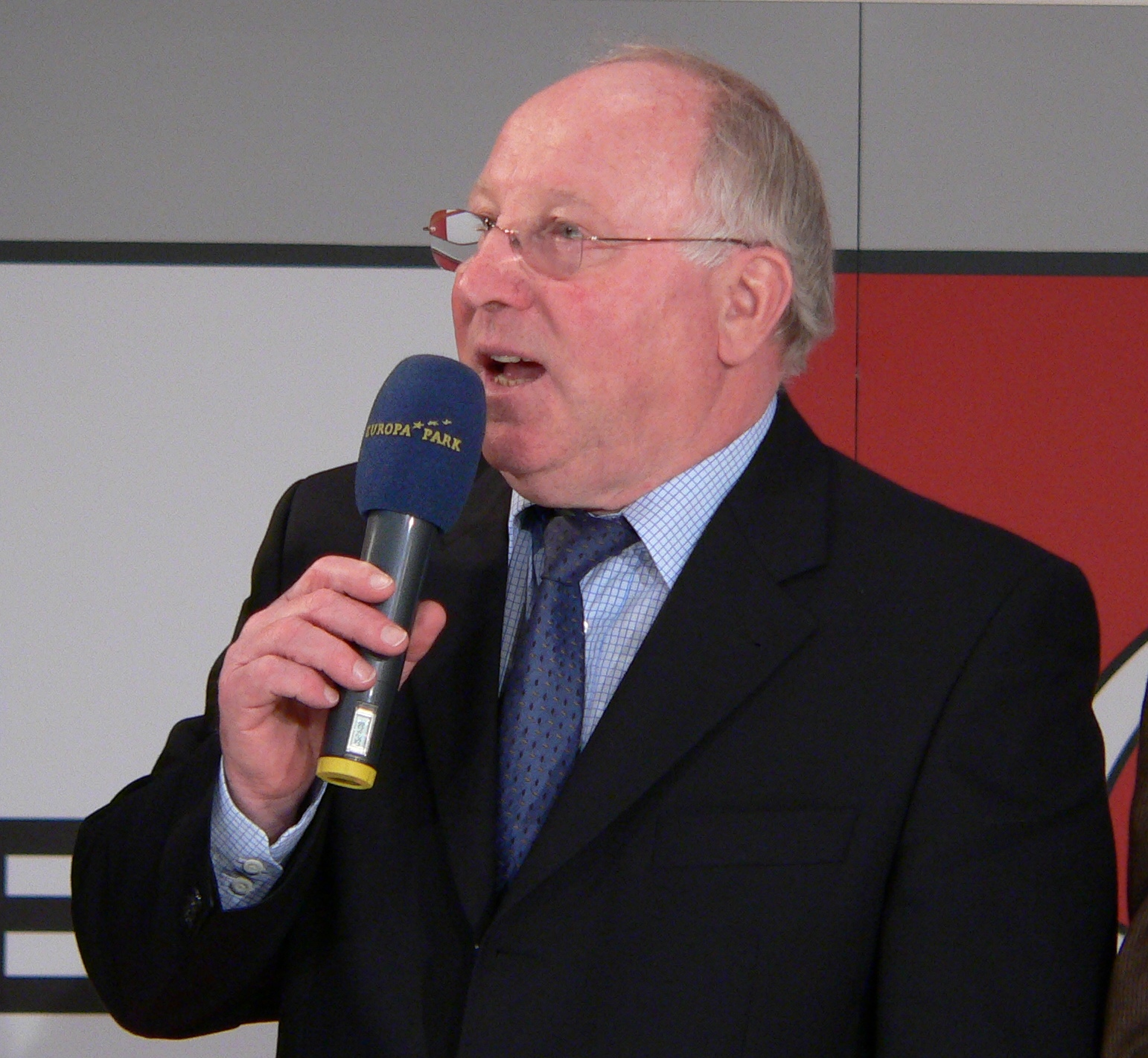
Uwe Seeler im Jahr 2006
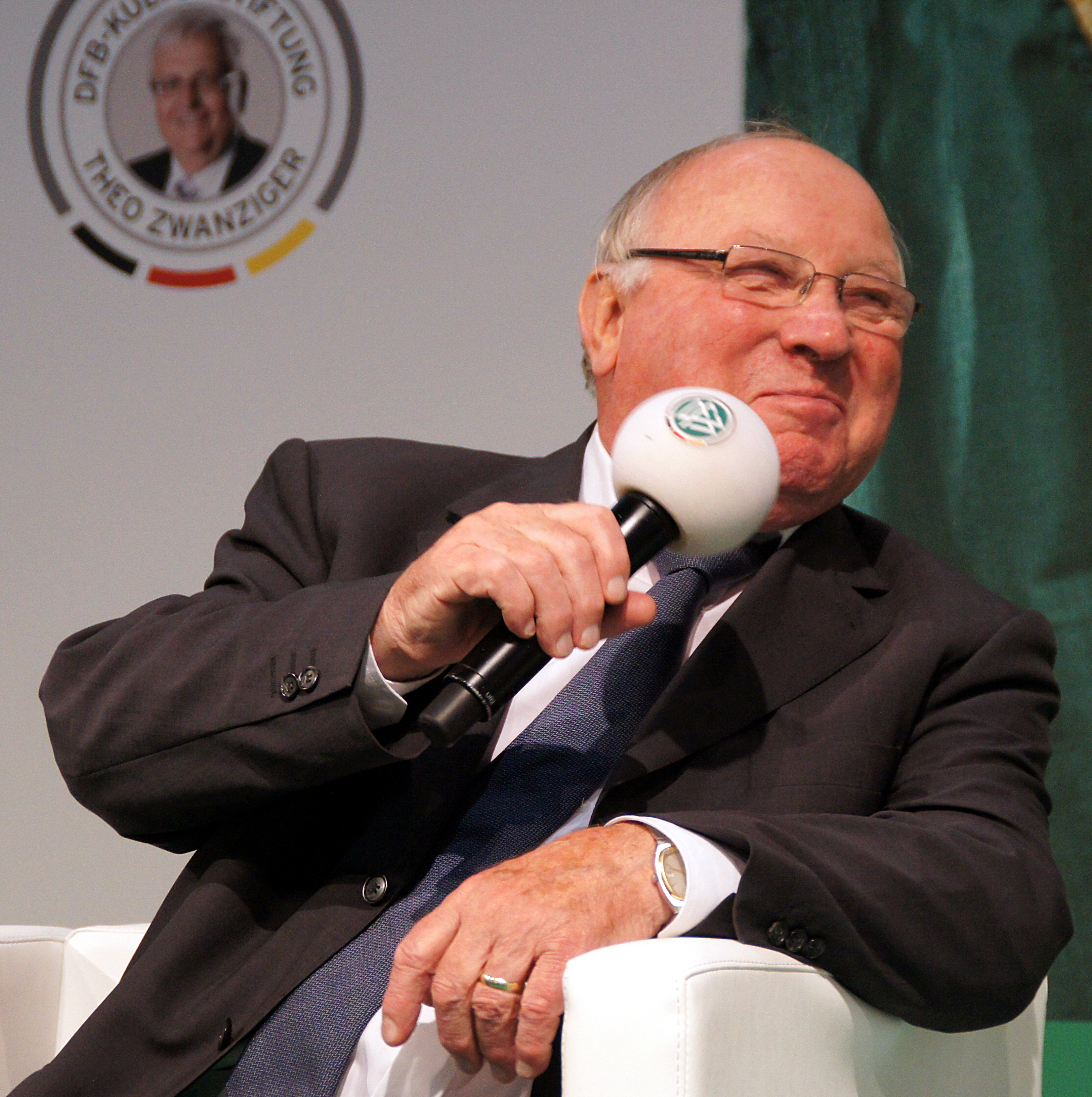
Seeler auf der Frankfurter Buchmesse 2013
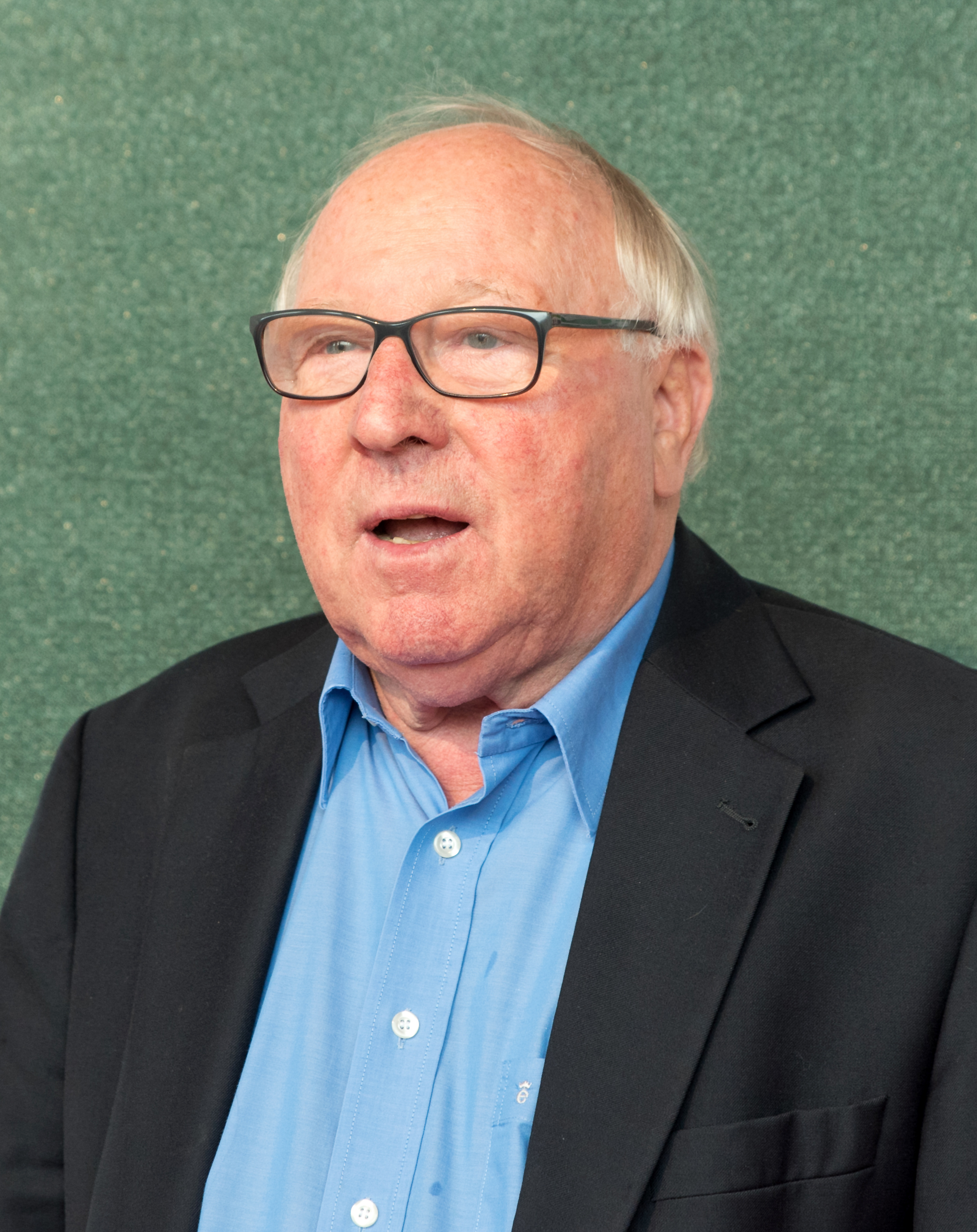
Seeler beim Tag der Legenden 2016

## Dokumentarfilme und Reportagen
- Ole Zeisler, Reinhold Beckmann: Uwe Seeler – Einer von uns (Norddeutscher Rundfunk, 2021)
- Henning Rütten: Uwe Seeler – Abschied von einem Volkshelden. Sportclub, NDR, 21. Juli 2022 (30  Minuten).
- Michael Ruhnke: Uns Uwe – zum Tode von Uwe Seeler, Dokumentation (15 Min.), ZDF, 21. Juli 2022.[93]
- Uli Weidenbach, 2023,: "Uns Uwe" Seeler - Deutschlands Fußballheld in der ZDF-Mediathek. Dokumentarfilm (44 Min.), abrufbar bis 17. Juni 2028
- Uwe Seeler Abschiedsspiel - alle Tore auf YouTube (Laufzeit: 9:51 Minuten).